# Hertme
Hertme is een van de drie kernen van de gemeente Borne in de Nederlandse provincie Overijssel. Het telt 570 inwoners en ligt in een bosrijke omgeving in de regio Twente, ongeveer zeven kilometer ten noorden van Hengelo. Het openluchttheater, gelegen in het hart van Hertme, is de trekpleister van het dorp. Van midden jaren 50 tot midden jaren 60 was het openluchttheater met name bekend vanwege de Passiespelen Hertme die daar jaarlijks werden uitgevoerd. Twee jaarlijkse voorstellingen die in Hertme worden gehouden, het Afrika Festival en Metropool Open Air, trekken duizenden bezoekers vanuit heel Nederland of zelfs Europa.
De katholieke Sint-Stephanuskerk, een neogotisch gebouw in 1903, is een vroeg werk van architect Wolter te Riele. In Hertme lag vroeger de havezate Grotenhuis.

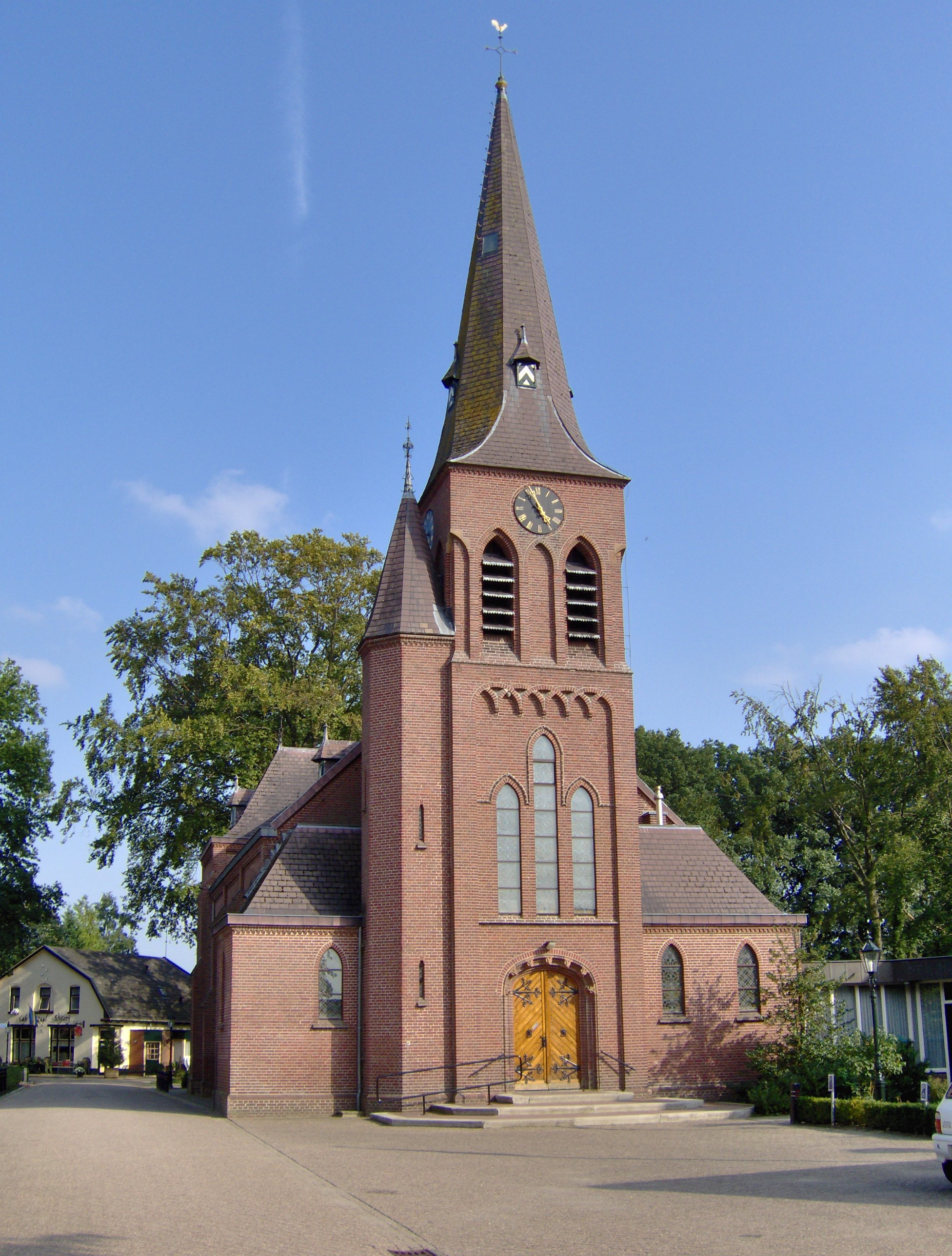
De St. Stephanuskerk te Hertme
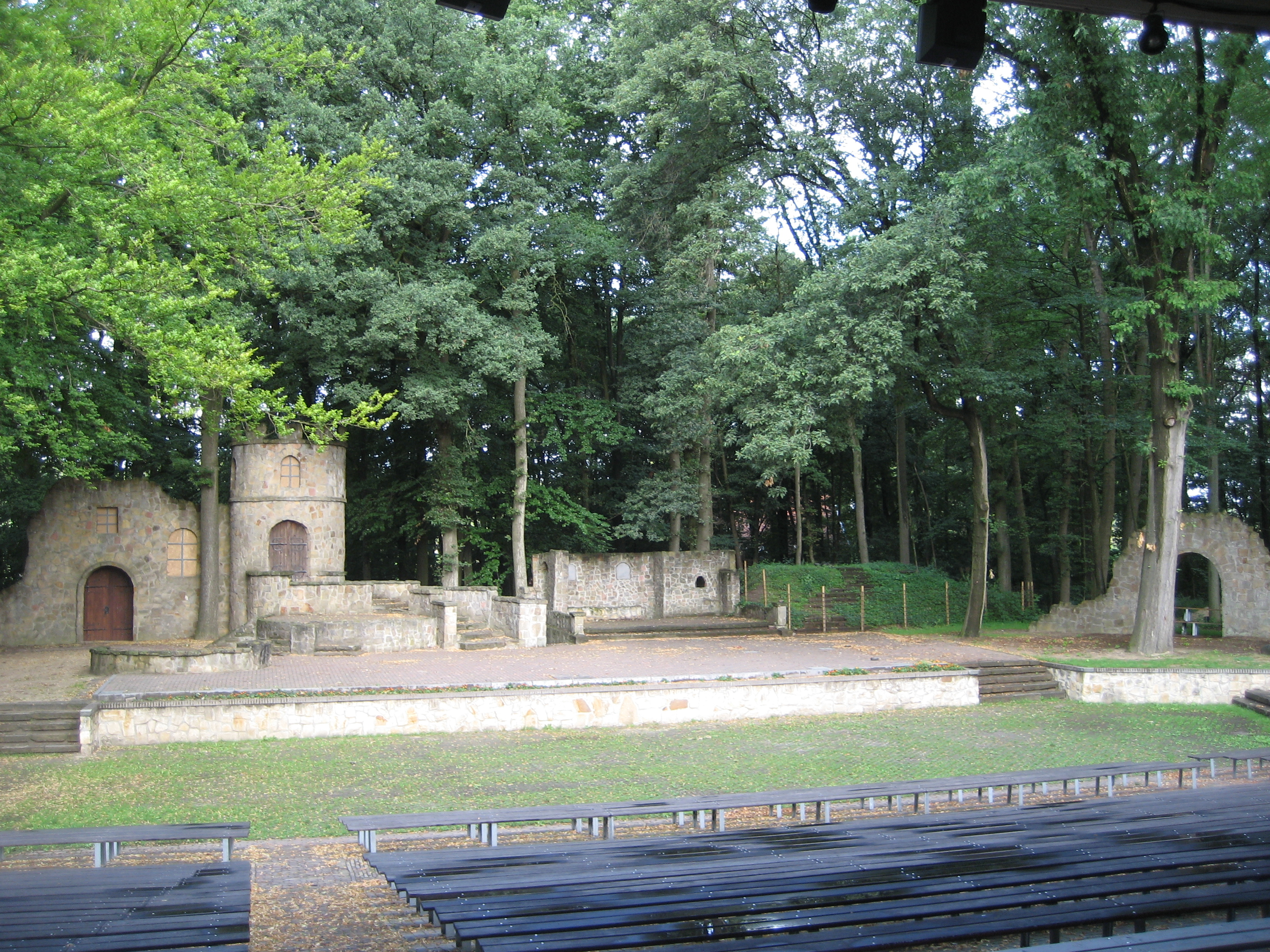
Openluchttheater
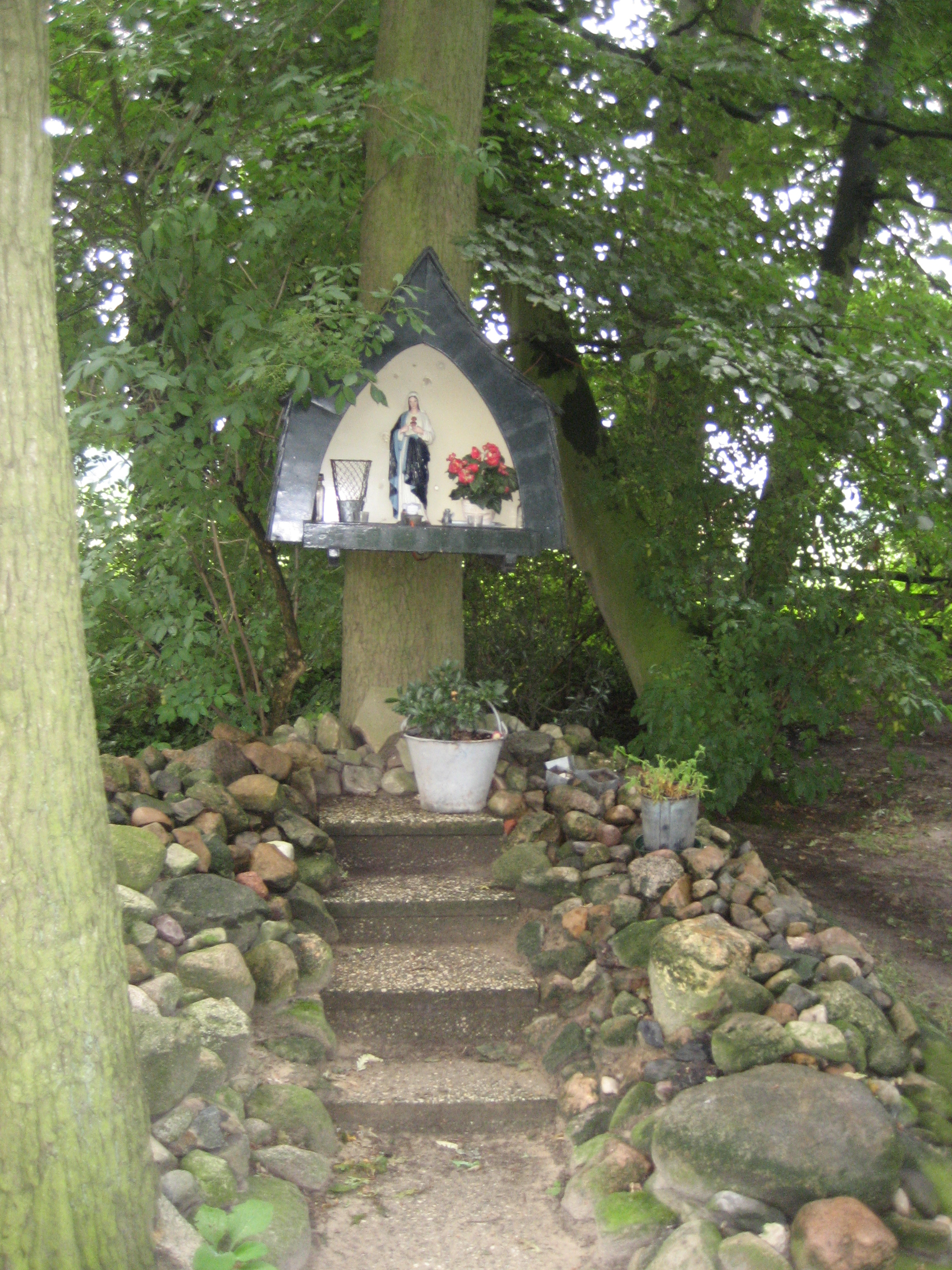
Kleine Mariakapel aan de Lodiek Landen